# Chrysocyma dissimilis
Chrysocyma dissimilis är en fjärilsart som beskrevs av Embrik Strand 1917. Chrysocyma dissimilis ingår i släktet Chrysocyma och familjen tofsspinnare. Inga underarter finns listade i Catalogue of Life.